# Sinatra '65: The Singer Today
Sinatra '65: The Singer Today è un album di raccolta del cantante statunitense Frank Sinatra, pubblicato nel 1965.

## Tracce
1. Tell Her (You Love Her Each Day)
2. Any Time at All
3. Stay with Me
4. I Like to Lead When I Dance
5. You Brought a New Kind of Love to Me
6. My Kind of Town
7. When Somebody Loves You
8. Somewhere in Your Heart
9. I've Never Been in Love Before
10. When I'm Not Near the Girl I Love
11. Luck Be a Lady